# Phrynium stenophyllum
Phrynium stenophyllum är en strimbladsväxtart som beskrevs av Clausager och Finn Borchsenius. Phrynium stenophyllum ingår i släktet Phrynium och familjen strimbladsväxter. Inga underarter finns listade.